# トライアンフ (戦艦)
トライアンフ (HMS Triumph) はイギリス海軍の戦艦。スウィフトシュア級戦艦の2番艦。
スウィフトシュア級は元はチリ海軍向けとして、イギリスで建造されていた戦艦であった。リベルタード (Libertad) という名前であったが、ロシアの手に渡らないように、1903年にイギリスによって購入され、トライアンフと改名された。

## 艦歴
1903年1月15日進水。同年12月3日就役。
トライアンフは海峡艦隊に編入され、1909年初めに地中海艦隊所属となった。第一次世界大戦勃発によりトライアンフは再就役し、極東に派遣されて青島攻略戦に参加した。

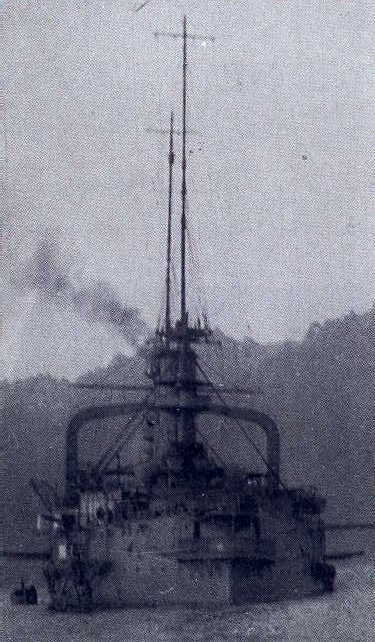
青島攻略戦参加中

1915年初め、トライアンフはガリポリ上陸支援のための砲撃に参加した。5月25日昼、砲撃中にドイツ潜水艦U-21に雷撃され、艦中央に魚雷が命中した。トライアンフは浸水により傾斜し転覆沈没した。乗員73名が戦死した。